# Nattages
Nattages és un antic municipi francès, situat al departament de l'Ain i a la regió d'Alvèrnia-Roine-Alps. L'any 2007 tenia 538 habitants. L'1 de gener del 2016 es fusionà amb Parves per formar el municipi nou de Parves-et-Nattages.

## Demografia

### Població
El 2007 la població de fet de Nattages era de 538 persones. Hi havia 200 famílies de les quals 35 eren unipersonals (8 homes vivint sols i 27 dones vivint soles), 69 parelles sense fills, 81 parelles amb fills i 15 famílies monoparentals amb fills.
La població ha evolucionat segons el següent gràfic:
Habitants censats

### Habitatges
El 2007 hi havia 275 habitatges, 209 eren l'habitatge principal de la família, 41 eren segones residències i 26 estaven desocupats. 267 eren cases i 9 eren apartaments. Dels 209 habitatges principals, 181 estaven ocupats pels seus propietaris, 22 estaven llogats i ocupats pels llogaters i 6 estaven cedits a títol gratuït; 8 tenien dues cambres, 27 en tenien tres, 54 en tenien quatre i 120 en tenien cinc o més. 124 habitatges disposaven pel capbaix d'una plaça de pàrquing. A 72 habitatges hi havia un automòbil i a 127 n'hi havia dos o més.

### Piràmide de població
La piràmide de població per edats i sexe el 2009 era:
| Homes | Edats   | Dones |
| ----- | ------- | ----- |
| 0     | 95 o +  | 0     |
| 0     | 90 a 94 | 0     |
| 4     | 85 a 89 | 0     |
| 4     | 80 a 84 | 0     |
| 8     | 75 a 79 | 12    |
| 8     | 70 a 74 | 16    |
| 4     | 65 a 69 | 8     |
| 8     | 60 a 64 | 4     |
| 8     | 55 a 59 | 16    |
| 16    | 50 a 54 | 8     |
| 16    | 45 a 49 | 4     |
| 32    | 40 a 44 | 16    |
| 4     | 35 a 39 | 16    |
| 16    | 30 a 34 | 16    |
| 16    | 25 a 29 | 8     |
| 4     | 20 a 24 | 8     |
| 4     | 15 a 19 | 20    |
| 32    | 10 a 14 | 20    |
| 16    | 5 a 9   | 16    |
| 4     | 0 a 4   | 24    |

## Economia
El 2007 la població en edat de treballar era de 352 persones, 262 eren actives i 90 eren inactives. De les 262 persones actives 251 estaven ocupades (134 homes i 117 dones) i 12 estaven aturades (6 homes i 6 dones). De les 90 persones inactives 39 estaven jubilades, 27 estaven estudiant i 24 estaven classificades com a «altres inactius».

### Ingressos
El 2009 a Nattages hi havia 215 unitats fiscals que integraven 565,5 persones, la mediana anual d'ingressos fiscals per persona era de 19.248 €.

### Activitats econòmiques
Dels 19  establiments que hi havia el 2007, 1 era d'una empresa alimentària, 1 d'una empresa de fabricació d'altres productes industrials, 2 d'empreses de construcció, 3 d'empreses de comerç i reparació d'automòbils, 1 d'una empresa d'informació i comunicació, 1 d'una empresa financera, 1 d'una empresa immobiliària, 6 d'empreses de serveis i 3 d'empreses classificades com a «altres activitats de serveis».
Dels 2 establiments de servei als particulars que hi havia el 2009, 1 era un electricista i 1 agència immobiliària.
Dels 2 establiments comercials que hi havia el 2009, 1 era una fleca i 1 una llibreria.
L'any 2000 a Nattages hi havia 12 explotacions agrícoles que ocupaven un total de 344 hectàrees.

## Equipaments sanitaris i escolars
El 2009 hi havia una escola elemental integrada dins d'un grup escolar amb les comunes properes formant una escola dispersa.

## Poblacions més properes
El següent diagrama mostra les poblacions més properes.